# LiLiCo
Ann-Sophie Lennerfors (Estocolmo, 16 de noviembre de 1970) es una personalidad de televisión, actriz, luchadora profesional y crítica de cine sueca que ha realizado parte de su carrera artística en Japón. Es más conocida por su nombre artístico  LiLiCo.

## Biografía

### Primeros años
LiLiCo nació como Ann-Sophie Lennerfors en Estocolmo (Suecia), de madre japonesa y padre sueco. En Suecia, LiLiCo era una niña birracial que sufría acoso escolar. Su padre abandonó la familia cuando LiLiCo tenía 9 años.

### Carrera en Japón
LiLiCo se trasladó a Japón en 1988 a la edad de 18 años, quedándose inicialmente con su abuela en el barrio tokiota de Katsushika. En mayo de 1989, LiLiCo se embarcó en una carrera como cantante, lanzando su primer single en 1992. En 2001, le ofrecieron un trabajo como crítica de cine en el programa King's Brunch de TBS los sábados por la mañana.

### Lucha libre profesional
En 2014, LiLiCo comenzó a trabajar para la empresa japonesa de lucha libre profesional DDT Pro-Wrestling, donde, durante los tres años siguientes, ganó dos veces el Ironman Heavymetalweight Championship y una vez el DDT Extreme Championship, a la vez que formó parte del equipo inaugural KO-D 10-Man Tag Team Champions.
Después de haberse fracturado la rótula en 2020, lo que la obligó a dejar la lucha libre, LiLiCo fue invitada de nuevo a DDT para tener un combate de retirada el 20 de marzo de 2022, en el Judgement 2022: DDT 25th Anniversary.

## Filmografía

### Cine
- Kiki's Delivery Service (2014), voz de DJ en la radio[11]
- Smokin' on the Moon (2018)
- 108: Revenge and Adventure of Goro Kaiba (2019), en el papel de Adrianne
- Niwatori Phoenix (2022)[12]
- Let's Talk About the Old Times (2022), como ella misma[13]

### Televisión
- Woman of Maruho (マルホの女) (2014, TV Tokyo), como Ryoko Azuma

### Doblaje
LiLiCo pone voz al personaje de Eric Cartman en la versión japonesa de la serie de animación estadounidense South Park. También puso voz a Margaux Needler en el doblaje de la adaptación animada de 2019 de La familia Addams, a Mrs. Wiggins en el doblaje de la adaptación animada de 2012 de The Lorax, a Vera Lorraine Dinkle en el doblaje de Mary and Max, y Vera en Las aventuras de Sammy: Un viaje extraordinario. Dobló a Salma Hayek como Madame Truska en Cirque du Freak: The Vampire's Assistant. También a Dua Lipa en Barbie, como la barbie sirena.